# 广东木瓜红
广东木瓜红（学名：Rehderodendron kwangtungense）为安息香科木瓜红属下的一个种。其种加词“kwangtungense”意为“广东的”。